# 东黎巴嫩山脉
东黎巴嫩山脉（阿拉伯语：‎，羅馬化：Jibāl Lubnān ash-Sharqiyyah；黎巴嫩阿拉伯语：‎，直译：东部山脉）是位于黎巴嫩和叙利亚边界的东北—西南走向的山脉，走向与西侧的黎巴嫩山脉大致相同。黎叙两国的边界大致沿山脉的山脊线划定。
由于土壤贫瘠、石灰岩沉积、地形陡峭、气候干旱，东黎巴嫩山区人烟稀少，居民多以游牧为生。

## 名称
西方世界对东黎巴嫩山脉的称呼源自希腊语和拉丁语的；前缀意为地理位置的“相对”或“相反”，词根指黎巴嫩山脉。

## 地质
东黎巴嫩山脉是背斜。其主要岩石是侏罗纪时期的石灰岩和白垩岩。

## 地理
东黎巴嫩山脉大约长150千米。最高峰黑门山（海拔2,814米）坐落于山脉南部，是黎巴嫩与叙利亚的最高峰。
山脉北部延伸至接近叙利亚霍姆斯。山脉南部与地势较低的戈兰高地相接；戈兰高地是与东黎巴嫩山脉不同的地质和地貌实体，但在地缘政治上，戈兰高地通常与黑门山南坡视为一体，因其都被以色列实际占领。山脉与西部的黎巴嫩山脉之间夹有两条山谷：北部的贝卡谷地和南部的哈斯巴尼河谷。山脉东面是叙利亚的东部高原，是大马士革的所在地。